# Cénac-et-Saint-Julien
 Cénac-et-Saint-Julien  (en occitano Senac e Sent Julian) es una población y comuna francesa, situada en la región de Aquitania, departamento de Dordoña, en el distrito de Sarlat-la-Canéda y cantón de Domme.

## Demografía
| 832 | 811 | 825 | 900 | 993 | 1068 |
| Para los censos de 1962 a 1999 la población legal corresponde a la población sin duplicidades (Fuente: INSEE [Consultar]) |     |     |     |     |      |